# Aldo Claudio Zappalà
Aldo Claudio Zappalà (Caracas, 3 dicembre 1952 – Roma, 4 luglio 2022) è stato un autore televisivo, regista e produttore televisivo italiano.
La narrazione di contenuti declinata in chiave crossmediale su diversi media (televisione, Home video, radio, web, smartphone) è stata il suo principale interesse, sia che si trattasse di costruire trame emozionanti per i grandi Broadcast; sia di dare valore ai Brand aziendali con storie da condividere; sia di coinvolgere gli studenti dei suoi corsi universitari in progetti pratici.

## Dagli esordi ad oggi

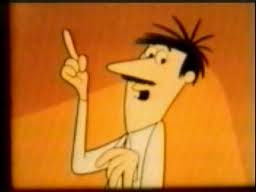
Prof. Aldo Claudio Zappalà

Aldo Zappalà ha ideato alcuni dei più grandi successi televisivi della Rai come Cari amici vicini e lontani con Renzo Arbore (Rai Uno1984) o Va pensiero con Andrea Barbato (Rai Tre 1987–1989). Ha inoltre prodotto e diretto numerose serie documentarie per La Storia siamo Noi (Rai Due, Rai Tre, Rai Storia), Questar Video di Chicago, De Agostini, Discovery Channel e La Repubblica con Omar Sharif, Carlo Verdone, Vittorio Zucconi e altri.
Nel 2016 ha prodotto e diretto per Anas uno dei primi documentari italiani realizzati con tecnologia VR360.
Nel 1991 fonda la Village Doc&Films di Roma. Fin dalla sua creazione, la società ha realizzato numerose produzioni indipendenti e coproduzioni con l'Istituto Geografico De Agostini, Rai, La7, Mediaset, Discovery Channel, Questar Video di Chicago, Southern Stars di Londra. 
Dai progetti realizzati emerge l'interesse rivolto a temi storici, sociali e dell'infanzia.
Per il mondo dei più piccoli, numerose serie televisive dedicate ai ragazzi sono andate in onda su RaiTre e RaiSat Ragazzi, come Ieri&Oggi (2000, 26 episodi da 12'), Amazing History (2002, Prima serie 12 episodi da 24' e 2004/2005, Seconda serie 63 episodi da 15') e Amazing World (2005/2006, 52 episodi da 15').
Altro tema ricorrente è la lotta alla camorra e il supporto alle vittime della criminalità, infatti, tra il 2011 e il 2013 Zappalà ha ideato e prodotto la serie Storia Criminale (2011/2013, 5 episodi da 50') con l'obiettivo di raccontare l'evoluzione storica delle mafie italiane e straniere in Italia. In particolare ha curato la produzione esecutiva del documentario Oltre Gomorra scritto dalle autrici Ilaria Stefanini, Jole Rago e Mara Oriente e andato in onda su Rai Due e Rai Tre,  terzo ascolto di tutti i tempi del programma La Storia Siamo Noi di Giovanni Minoli.
In merito agli argomenti storico-sociali sono da citare i documentari La Nostra Guerra, La Repubblica partigiana di Montefiorino e I Ragazzi di Villa Emma, piccoli ebrei in fuga a cui sono state assegnate le Targhe d'argento al merito della Presidenza della Repubblica.
Con La Repubblica Zappalà ha poi diretto e prodotto la serie Seconda Guerra Mondiale. Storia e Storie con Vittorio Zucconi (2015, 12 puntate da 50'). In coproduzione con DocLab è, infine, autore del documentario Cinque anni in fuga finanziato dal Piano Europa Creativa. Per il Giorno della Memoria del 2016 ha prodotto con l'autrice e giornalista Mara Oriente due puntate de La Shoah dei bambini uscite in edicola per La Repubblica. 
Negli anni, accanto all'attività di ideazione/produzione, Zappalà ha curato la direzione artistica di numerosi eventi (come quello tenutosi nel 2001 al Colosseo per l'introduzione dell'Euro) e ha ricoperto il ruolo di consulente alla comunicazione per diverse società – Piaggio, Telecom, Nestlé, Unipol, Acea, Rai, Comune di Roma, Comune di Napoli, Presidenza del Consiglio, Direzione Generale Giustizia Minorile – e per svariate Fondazioni – Fondazione Polis, Libera, Fondazione Unipolis, Coordinamento Campano Vittime Innocenti di Criminalità, Fondazione Cariplo.

## Formazione e saggi
Un estratto della tesi di laurea in Sociologia, incentrata sul modo in cui Radio e Cinema hanno ricevuto reciproca influenza nello sviluppo delle loro tecnologie e relativi linguaggi, è stato pubblicato da Rai Eri. 
Successivamente Zappalà ha scritto e pubblicato numerosi altri saggi sull'integrazione tra media diversi e articoli specializzati per riviste come Problemi dell'Informazione, Millecanali, Computer Grafica, Panorama, La Repubblica. 
Dal 2002 ha tenuto seminari e lezioni presso le Università di Siena, Perugia, Bergamo, Torino, e Suor Orsola Benincasa di Napoli in corsi sulla produzione creativa e le strategie crossmediali. 

## Progettazione e Direzione Progetti Beni Culturali
- 1997 Progetto Cantiere Evento Dei Fori Imperiali: l'Euro (Comune Di Roma, Acea)
- 1998 Museo Virtuale Di Norba (Lt)
- 2001 Viva l'Euro (Comune Di Roma, Presidenza Del Consiglio, Acea)
- 2003 Museo Di Murlo (Si)
- 2014 Progetto Skyline
- 2017 Evento Mosaico di Alessandro Magno (Museo Archeologico di Napoli, MiBACT, Regione Campania)

## Progettazione e Direzione Progetti Memoria, Cittadinanza Attiva e Legalità
- 2008 Giornata Della Memoria, Ragazzi Di Villa Emma (Nonantola-Modena)
- 2010-2015 Lo stesso giorno alla stessa ora Napoli-Milano (Fondazione Polis, Libera, Coordinamento Vittime Innocenti Di Criminalità, Regione Campania, Comune Di Milano) – Progetto in corso
- 2013-2014 Giornata della Legalità (Radio Tre in collaborazione con 12 Web Radio Universitarie) – Progetto in corso

## Consulenze, Comunicazione e Direzioni Artistiche
- 1993 - 2001 Direttore Artistico Produzioni Video Comune Di Roma
- 1995 Consulente Sviluppo Rete Televisiva Stream
- 1996-1997 Consulente Comunicazione Piaggio
- 2002-2003 Consulente Raitrade
- 2010 Consulente Perugina e Acqua San Pellegrino
- 2012-2014 Direttore Artistico Stesso Giorno Stessa Ora – In Produzione
- 2014 Format Teatrale “Storie Oltre Gomorra” – In Sviluppo

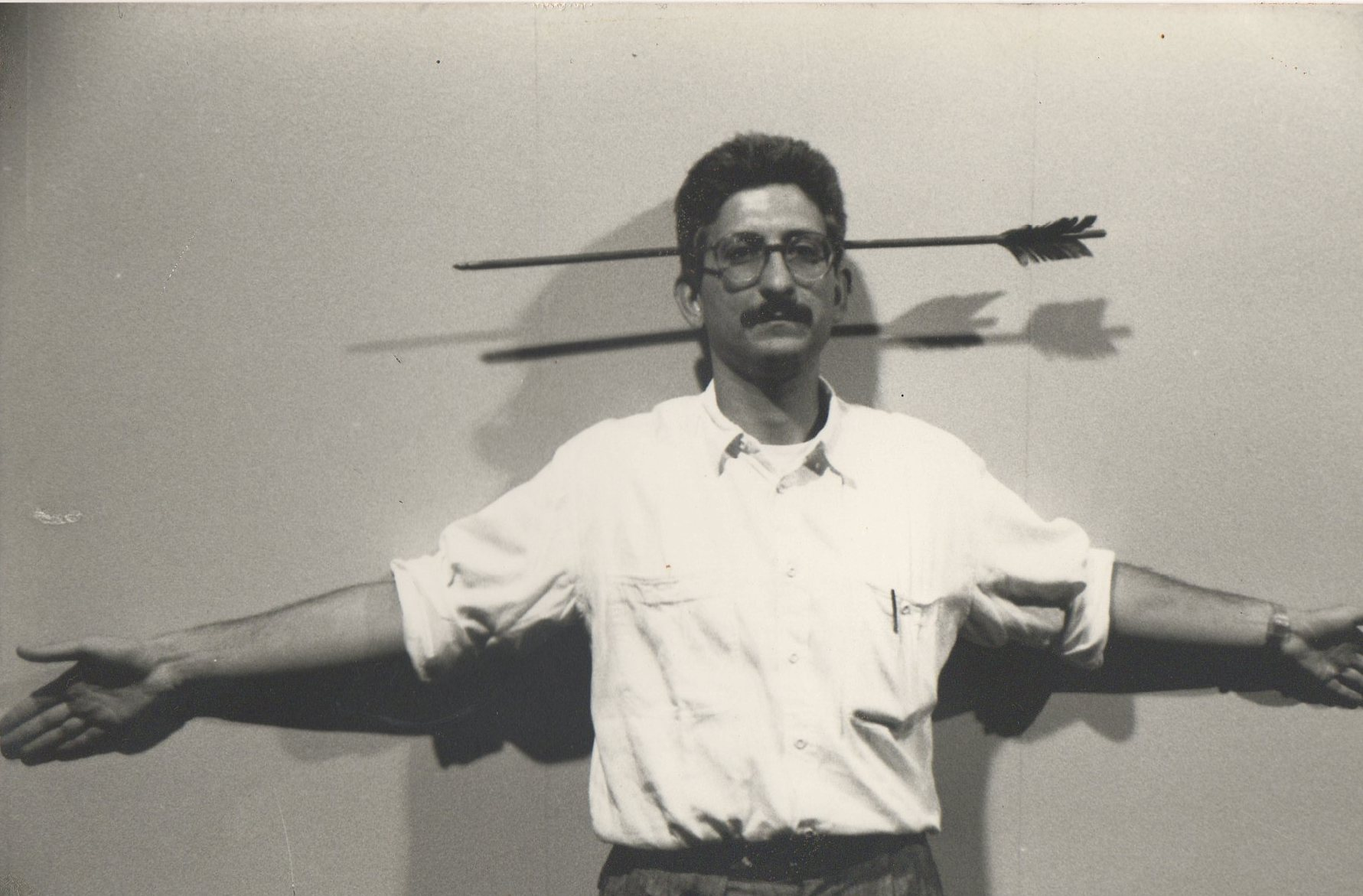
Aldo Claudio Zappalà negli anni 70 al tempo di Al rogo al rogo

## Radio e televisione

### Ideatore e autore programmi
- 1978 Un Certo Discorso (Radio Tre Rai)
- 1979-1980 Al Rogo Al Rogo (Radio Uno Rai)
- 1981 Catastrofi E Apocalissi Varie (Radio Uno Rai)
- 1983-1986 Alquerque O Il Principio Del Se (Radio Uno Rai)
- 1984 Cari Amici Vicini e Lontani Con Renzo Arbore (Tv Rai Uno)
- 1985-1986 Radiodetective (Radio Uno Rai)
- 1987-1989 Va' Pensiero Con Andrea Barbato, Olivero Beha E Altri (Tv Rai Tre)
- 1988-2000 Brivido A Colazione (Radio Uno Rai)
- 1988 Di Che Vizio Sei? Con Gigi Proietti (Tv Rai Uno)
- 1989 Proffimamente (Tv Rai Uno)
- 1989-1991 Week End (Tv Rai Due)
- 2008 Senti Chi Viaggia (Tv LA7)

### Ideatore, autore e produttore Programmi
- 1994 Viaggio nelle Meraviglie dell'Archeologia (DVD – De Agostini con Omar Sharif)
- 1994 Roma, Una Storia Infinita (Cinema – Comune Di Roma con Carlo Verdone)
- 1996 Grandi Città del Mondo Antico (Tv Questar Video Di Chicago)
- 1999 People (Tv Rai Tre, Rai Sat)
- 2000 Ieri&Oggi (Tv Rai Sat)
- 2000 Salento (Tv Gambero Rosso Channel)
- 2002 Gladiators (Tv Questar Video Di Chicago, Southern Star Di Londra con Valerio Massimo Manfredi)
- 2002 Mondi Lontani (Tv Geo&Geo Rai Tre)
- 2002 Amazing History Prima Serie (Tv Rai Tre, Rai Sat Ragazzi)
- 2003 La Nostra Guerra: Napoli prima e dopo le Quattro Giornate (Tv Rai Tre, Rai Due)
- 2004 Roma da un'estate all'altra. Sulla Liberazione di Roma (Tv Rai Tre e Rai Due)
- 2004-2005 Amazing History Seconda Serie (Tv Rai Tre, Rai Sat Ragazzi)
- 2005 Milano 25 Aprile (Tv Rai Tre, Rai Due)
- 2005 La Repubblica Partigiana Di Montefiorino (Tv Rai Tre, Rai Due)
- 2005-2006 Amazing World (Tv Rai Tre, Rai Sat Ragazzi)
- 2006 Pane Nero Pane Bianco (Tv Rai Tre, Rai Due)
- 2006 Napoli Al Tempo Del Colera (Tv Rai Tre, Rai Due)
- 2007 Io Hermann Hesse (Radio Svizzera, Radio Tre Rai)
- 2007 Luisa Spagnoli La Donna Che Inventò Il Bacio (Tv Rai Tre, Rai Due)
- 2008 Ragazzi Ebrei In Fuga (Tv Rai Tre, Rai Due)
- 2008 Affare Cirillo (Tv Rai Tre, Rai Due)
- 2009 Il cuore e l'acciaio (Tv Rai Tre, Rai Due)
- 2010 Un'auto chiamata Sud (Tv Rai Tre, Rai Due)
- 2011 Storia Criminale. Bande armate e Camorra a Napoli (Tv Rai Tre e Rai Due)
- 2011 Storia Criminale. Ndranghjeta. Quando la famiglia è criminale (Tv Rai Tre, Rai Due)
- 2011 Storia Criminale. Cosa Nostra. Cosa era, cosa è (Tv Rai Tre, Rai Due)
- 2012 Storia Criminale. Oltre Gomorra(Tv Rai Tre, Rai Due)
- 2012 Storia Criminale. Sacra Corona Unita (Tv Rai Tre, Rai Due)
- 2013 Storia Criminale. Le Mafie Dopo La Mafia (Tv Rai Tre, Rai Due)
- 2013 Maledetti Bambini (Tv Finanziato Europa Creativa) – In Produzione
- 2014 Cinque Anni In Fuga (Tv Finanziato Europa Creativa) – In produzione
- 2015 La Seconda Guerra Mondiale. Storia e Storie (12 DVD – La Repubblica)
- 2015 Why We Fight (12 DVD - La Repubblica)
- 2016 La Shoah dei bambini (2 DVD - La Repubblica)
- 2016 Viadotto Italia (Filmato e VR360 Anas, Ghella, CBM)
- 2016 Vite sotto scorta (Tv, Rai Uno) - In sviluppo
- 2016 On the Road Italia - U.S.A. - In sviluppo
- 2016 Turisti (Fiction) - In sviluppo

## Premi e riconoscimenti
- 2003 Documentario La Nostra Guerra: Napoli prima e dopo le Quattro Giornate. Targa d'argento al merito della Presidenza della Repubblica
- 2005 Documentario La Repubblica Partigiana di Montefiorino. Targa d'argento al merito della Presidenza della Repubblica
- 2006 Documentario Napoli al tempo del colera. Targa D'argento Della Presidenza Della Repubblica
- 2006 Documentario Pane Nero Pane Bianco. Premio 2006 Film Commission Regione Campania
- 2007 Documentario I Ragazzi di Villa Emma, piccoli ebrei in fuga. Targa d'argento al merito della Presidenza della Repubblica